# Rex Beach
Rex Ellingwood Beach, född 1 september 1877 i Antrim County, Michigan, död 7 december 1949 i Sebring, Florida, var en amerikansk författare och vattenpolospelare.
Beach tävlade för Chicago Athletic Association, ett av tre amerikanska lag som deltog i den olympiska vattenpoloturneringen i St. Louis. Laget tog OS-silver efter att ha förlorat mot New York Athletic Club.
Beach gjorde sig känd genom äventyrsromaner, mestadels förlagda till Alaska.
Det stora genombrottet fick Beach med romanen The Spoilers 1906, som har filmatiserats fem gånger. Marlene Dietrich, Randolph Scott och John Wayne spelade huvudrollerna i romanens fjärde filmversion, Guldfågeln (1942).
Beach insjuknade i cancer och begick självmord år 1949. Förlagan till filmen Stormfågel (1952) är hans sista roman The World In His Arms (1946). Huvudrollerna spelades av Gregory Peck, Ann Blyth och Anthony Quinn.

## Böcker på svenska
- Äventyrare: roman (översättning G ... e, Bonnier, 1917) (The Spoilers)
- Skiljemuren: roman (okänd översättare, Bonnier, 1918)
- Silverstimmet i Alaska: äventyrsroman (anonym översättning, Åhlén & Åkerlund, 1919) (The silver horde)
- Kastvindar (okänd översättare, Bonnier, 1920)
- Den ensamma stjärnan (översättning A. Dalqvist, Åhlén & Åkerlund, 1920)
- Skrattande Bill (översättning Gabriel Sanden, Bonnier, 1921)[11] (Laughing Bill Hyde, 1917)
- Äventyrare: roman (översättning A. Berg (dvs. Adil Bergström), Holmquist, 1922) (The Spoilers)
- Nätet: äventyrsroman (okänd översättare, Åhlén & Åkerlund, 1922)
- Halvblodsindianskan (översättning A. Berg, Holmquist, 1922)
- Människan spår ... (översättning Georg Hafström, Åhlén & Åkerlund, 1923) (The Crimson Gardenia and other tales of adventure)
- Kompanjoner (översättning A. Berg, Holmquist, 1923)
- Guldgrävarlägrets dotter : roman (översättning Edvin Björk, Nutiden, 1927) (The barrier)
- Skiljemuren: roman (okänd översättare, Vårt hem, 1928) (The barrier)
- Guldgrävarens kärlekssaga: en vildmarks- och kärleksroman från guldrusherna till Alaska (översättning Oscar Nachman, Saxon & Lindström, 1936) (The spoilers)
- Alaskaflickan: roman från Nordlandet (översättning Nils Söderbäck, B. Wahlström, 1938) (The Spoilers, 1906)
- Vid nordlandets gräns: vildmarksroman (anonym översättning, B. Wahlström, 1940)